# Eremiaphila berndstiewi
Eremiaphila berndstiewi är en bönsyrseart som beskrevs av Stiewe 2004. Eremiaphila berndstiewi ingår i släktet Eremiaphila och familjen Eremiaphilidae. Inga underarter finns listade i Catalogue of Life.